# Ідрія-при-Бачі
Ідрія-при-Бачі (словен. Idrija pri Bači) — поселення в общині Толмин, Регіон Горишка, Словенія. Висота над рівнем моря: 174,8 м. Розташоване на правому березі річки Ідрійца.